# Sky News
Sky News es un canal de televisión británico de 24 horas de información lanzado, como el primer europeo en su género, el 5 de febrero de 1989 por la empresa British Sky Broadcasting (perteneciente a Comcast). Actualmente emite desde su centro de noticias de Londres ofreciendo cobertura nacional e internacional de noticias a su audiencia del Reino Unido y de otros países alrededor del globo. La cadena es famosa por su innovación en el ofrecimiento de noticias de última hora y regularmente obtiene premios por este hecho y por su emisión en general.
El canal se emite en el Reino Unido por satélite (Sky Digital), por emisión digital terrestre, por cable e internet. De forma internacional se puede ver en varios satélites e incluso en ciertos países, por cable. En el caso de España, el canal puede ser visto por satélite (Movistar+) y en modo FTA con una parabólica orientada al satélite Astra (19,2.º Este).
Además la cadena cuenta con canales hermanos del mismo nombre en países como Australia, Italia y Arabia, todas ellas pertenecientes al grupo empresarial Sky salvo en Australia.

## Corresponsalías
Varias de ellas están compartidas con otros canales de noticias de televisión que son propiedad del mismo grupo empresarial.

### Reino Unido
- Belfast, Irlanda del Norte
- Birmingham, Inglaterra
- Bristol, Inglaterra
- Edimburgo, Escocia
- Mánchester, Inglaterra
- Osterley, Londres (estudios centrales), Inglaterra
- Westminster, Londres, Inglaterra

### En el resto del mundo
- Auckland, Nueva Zelanda (con Sky News New Zealand)
- Pekín, China
- Bruselas, Bélgica
- Canberra, Australia (con Sky News Australia)
- Dublín, República de Irlanda
- Hong Kong, Región Administrativa Especial
- Jerusalén, Israel
- Ciudad del Cabo, Sudáfrica
- Tel Aviv, Israel
- Los Ángeles, EE. UU.
- Melbourne, Australia (con Sky News Australia)
- Moscú, Rusia
- Nueva Delhi, India
- Nueva York, EE. UU. (con NBC News)
- Sídney, Australia (con Sky News Australia)
- Washington D. C., EE. UU. (con NBC News)
- Seúl, Corea del Sur

## Competidores
| - CNN - Al Jazeera English - Russia Today - Channel NewsAsia - CCTV-9 - TVE 24h - France 24 | - Press TV - CCTV-4 - Deutsche Welle - Nile TV - Fox News Channel - GloboNews - Band News - RecordNews - C5N - Todo Noticias - NTN24 - Foro TV - 24 horas (Chile) - TVN24 |